# Darlia
I Darlia sono un gruppo musicale britannico formatosi a Blackpool nel 2013.
Dall'anno della fondazione in poi hanno pubblicato un album e diversi EP.

## Storia
La fondazione della band è attribuita a due ex compagni di scuola: Il frontman Nathan Day e il non più attivo Jack Bentham, assieme a Dave Williams. 
Assunti dalla B-Unique Records, pubblicarono tre EP dal 2013 al 2015. In quest'ultimo anno, il loro album 'Petals' raggiunse il 79º posto in Regno Unito. Il gruppo prese parte nel NME Awards Tour del 2015.
Nel 2023 il loro sito web è stato chiuso.

## Formazione

### Formazione attuale
- Nathan Day – voce, chitarra (2013–?)
- Dave "Davey" Williams – basso, voce (2013–?)
- Micko Larkin – chitarra, voce (2017–?)
- Greg "Greggles" Bishop – batteria, voce (2017–?)

### Ex componenti
- Jack Bentham – batteria, voce (2013–2017)

## Discografia

### Album
| Anno | Titolo                                                                 | Classifiche |
| Anno | Titolo                                                                 | UK          |
| ---- | ---------------------------------------------------------------------- | ----------- |
| 2015 | Petals - Pubblicato: 23 febbraio 2015 - Etichetta: B-Unique Recordings | 79          |